# Orthohantavirus
Genre
Espèces de rang inférieur
- Andes orthohantavirus
- Asama orthohantavirus
- Asikkala orthohantavirus
- Bayou orthohantavirus
- Black Creek Canal orthohantavirus
- Bowe orthohantavirus
- Bruges orthohantavirus
- Cano Delgadito orthohantavirus
- Cao Bang orthohantavirus
- Orthohantavirus chocloense
- Dabieshan orthohantavirus
- Dobrava-Belgrade orthohantavirus
- El Moro Canyon orthohantavirus
- Fugong orthohantavirus
- Fusong orthohantavirus
- Hantaan orthohantavirus
- Jeju orthohantavirus
- Kenkeme orthohantavirus
- Khabarovsk orthohantavirus
- Laguna Negra orthohantavirus
- Luxi orthohantavirus
- Maporal orthohantavirus
- Montano orthohantavirus
- Necocli orthohantavirus
- Oxbow orthohantavirus
- Prospect Hill orthohantavirus
- Puumala orthohantavirus
- Robina orthohantavirus
- Rockport orthohantavirus
- Sangassou orthohantavirus
- Seewis orthohantavirus
- Seoul orthohantavirus
- Sin Nombre orthohantavirus
- Tatenale orthohantavirus
- Thailand orthohantavirus
- Tigray orthohantavirus
- Tula orthohantavirus
- Yakeshi orthohantavirus

Le genre Orthohantavirus regroupe des virus, historiquement appelés hantavirus, appartenant à la famille des Hantaviridae, parmi lesquels le virus de Hantaan semble le plus dangereux. Il s'agit de virus à ARN monocaténaire de polarité négative appartenant au groupe V de la classification Baltimore.
L'humain est un hôte accidentel de ces virus (l'un des hôtes mammifères possibles). L'animal réservoir est un rongeur dont l'espèce varie selon les régions du monde :
- Apodemus spp. héberge le virus de Hantaan et le virus de Dobrava-Belgrade en Corée, en Chine, aux Balkans ;
- des campagnols du genre Clethrionomys hébergent le virus de Puumala en Scandinavie, dans la Communauté des États indépendants et en Chine ;
- des souris sylvestres du genre Peromyscus et des campagnols du genre Microtus abritent le virus Sin Nombre aux États-Unis ;
- des rats (Rattus spp.) ont colporté le virus de Séoul dans le monde entier.

Les hantavirus sont des virus enveloppés, de 180 à 115 nm de diamètre, caractérisés par des particules virales sphériques ou ovoïdes. Leur ARN est monocaténaire, de polarité négative.
On connait 25 espèces virales antigéniquement distinctes, qui sont responsables de plusieurs fièvres hémorragiques (dont la fièvre hémorragique de Corée en Amérique du Nord) généralement foudroyantes.

## Types de hantavirus
Divers hantavirus ont été isolés chez des rats de plusieurs grandes villes d'Asie et d'Occident dont aux États-Unis, ainsi qu'au Brésil ;
- les virus à l'origine du SPH (syndrome pulmonaire à Hantavirus) ont été isolés dans les deux Amériques (Sin Nombre, New York, Parc national de Yosemite en Californie, Black Creek Canal, Bayou, Laguna Negra, Andes) ;
- le virus de Hantaan circule principalement en Asie ;
- le virus de Puumala en Europe et le virus de Séoul partout dans le monde.

## Maladies humaines à hantavirus
Les hantavirus sont responsables de deux grands types de syndromes : la fièvre hémorragique avec syndrome rénal et  le syndrome pulmonaire à Hantavirus.

## Maladies proches et confusions possibles
D'autres Bunyaviridae sont responsables de fièvres hémorragiques. Notamment :
- le virus de la fièvre hémorragique de Crimée-Congo ;
- le virus de la fièvre de la vallée du Rift (Afrique de l'Est).

D'autres virus causent des fièvres hémorragiques :
- les arenavirus (fièvre de Lassa) ;
- les filovirus (Virus Ebola et Virus de Marburg) ;
- certains flavivirus (certains virus de la dengue en Asie du Sud-Est ou de la fièvre jaune).

La plupart de ces fièvres sont considérées comme transmises ou transmissibles à l'humain à partir de vecteurs sains issus du monde animal. C'est ainsi que s'expliquent (pour les pathologies les plus rares) les apparitions sporadiques de ces maladies à formes souvent extrêmement graves puisque dans 5 à 15 % des cas, la phase associant hypotension artérielle et oligurie aboutit à la mort du patient.

## En Europe
L'hantaviose (néphropathie épidémique ou NE) est supposée être le plus souvent contractée par voie respiratoire, via l'inhalation de particules virales émises à partir d'excrétions de petits rongeurs, ou à la suite d'une morsure d'un rongeur infecté ou encore à travers une plaie ouverte (ex. : griffure, piqûre ou toute effraction de la peau par une épine souillée par l'urine d'un rongeur (porteur).
Le principal vecteur connu est en Europe le campagnol roussâtre qui vit dans les forêts, bois feuillus, taillis et haies.

## Épidémiologie
Comme pour la maladie de Lyme, également hébergée en Europe par de petits rongeurs, mais véhiculée par les tiques, le nombre de cas annuels semble en augmentation en Europe, notamment chez certaines populations à risque (chasseurs, forestiers, naturalistes et personnes fréquentant les zones boisées). La salive et les excréments de rongeurs atteints semblent être les moyens de transmission du virus.
Contagion interhumaine : elle est rare, mais possible (au moins démontrée pour le virus des Andes). La transmission interhumaine de hantavirus n'a jamais été signalée aux États-Unis, mais elle l'a été pour quelques cas en Argentine.

## Prévention, dans la nature et en laboratoire
On recommande le port de gants, le pansement et la désinfection soigneuse de toutes les plaies survenues en zone à risque, ainsi que se positionner dos au vent en présence de rongeurs morts ou vifs ou de leurs excréments ou nids.
Des cas de patients infectés durant une manipulation en laboratoire ont été décrits dans plus de 6 pays (fin 1985, 126 cas de FHSR ainsi acquise avaient été signalés rien qu'au Japon ; en 1986, 4 cas étaient signalés au Royaume-Uni, généralement à la suite d'un contact avec des aérosols (particules en suspension) issus de rongeurs infectés.

## Cas récents
En Guyane depuis 2008, trois cas ont été déclarés, dont 2 mortels en mars et décembre 2010. Ces virus sont véhiculés par plusieurs espèces de rongeurs dont, en Guyane, Zygodontomys brevicauda et Oecomys bicolor d'après les sources médicales.
En Californie, six cas ont été déclarés, dont deux mortels durant l'été 2012. La contamination qui a potentiellement exposé plus de 10 000 visiteurs de Curry Village, situé dans le Parc national de Yosemite en Californie, s'est produite par la présence de rongeurs infectés dans les tentes-cabines à double-mur,. Isolées avec deux cloisons, les tentes-cabines offraient un endroit de nidification privilégié pour les rongeurs qui pouvaient se glisser dans l'espace entre les deux murs.
En mars 2020, en Chine. un homme est décédé dans un bus et a été déclaré positif à l'orthohantavirus.
En avril 2021, en France dans le Jura, 7 cas sont déclarés.
En février 2025, en Santa Fe, USA, Mme Hackman épouse du célèbre acteur Gêné Hackman est décédé de syndrome pulmonaire par hantavirus.

### Études scientifiques
- Escutenaire S & Pastoret PP (2000) Hantavirus infections. Rev Sci Tech. Avril 2000 ; 19(1):64-78 (résumé).
- handy S, Abraham S, Sridharan G (2008) Hantaviruses: an emerging public health threat in India ? A review. J Biosci novembre 2008 ; 33(4):495-504 (résumé).
- Hjelle B, Jenison SA, Goade DE, Green WB, Feddersen RM, Scott AA (1995) Hantaviruses: clinical, microbiologic, and epidemiologic aspects. Crit Rev Clin Lab Sci. ;32(5-6):469-508. Review (résumé)
- Klein SL, Calisher CH (2007) Emergence and persistence of hantaviruses. Curr Top Microbiol Immunol. ; 315:217-52 (résumé).
- Olsson GE, Leirs H & Henttonen H (2010) Hantaviruses and their hosts in Europe: reservoirs here and there, but not everywhere? Vector Borne Zoonotic Dis. aout 2010 ;10(6):549-61. doi: 10.1089/vbz.2009.0138. Review (résumé).
- Zeier M, Handermann M, Bahr U, Rensch B, Müller S, Kehm R, Muranyi W & Darai G (2005) New ecological aspects of hantavirus infection: a change of a paradigm and a challenge of prevention - a review. Virus Genes. mars 2005 ; 30(2):157-80. Review (Résumé)